# Badesi
Badesi is een gemeente in de Italiaanse provincie Olbia-Tempio (regio Sardinië) en telt 1860 inwoners (31-12-2004). De oppervlakte bedraagt 30,7 km², de bevolkingsdichtheid is 61 inwoners per km².

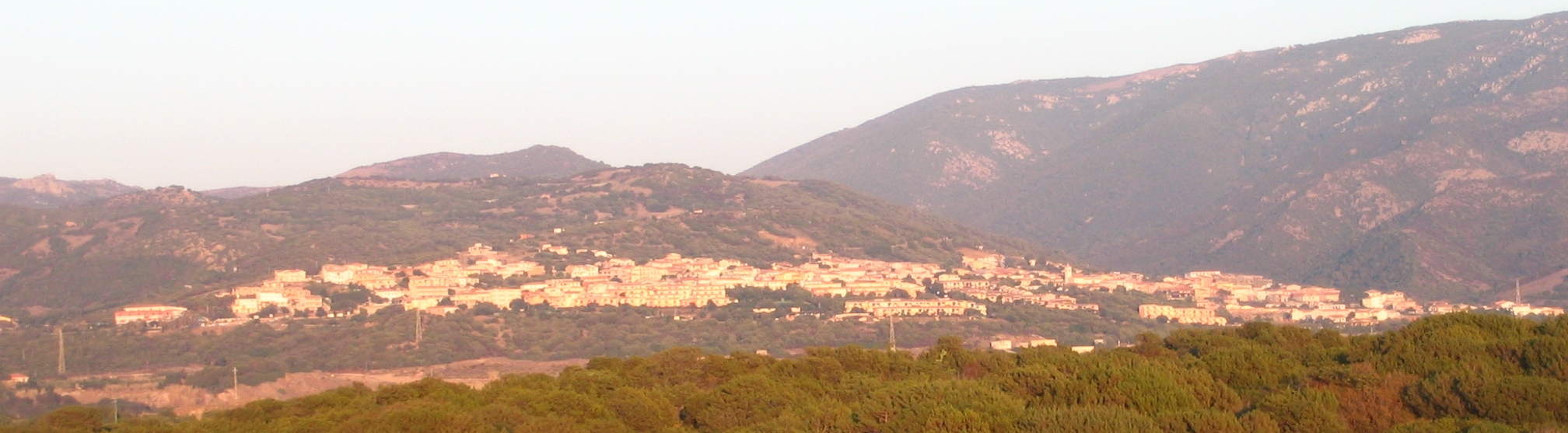
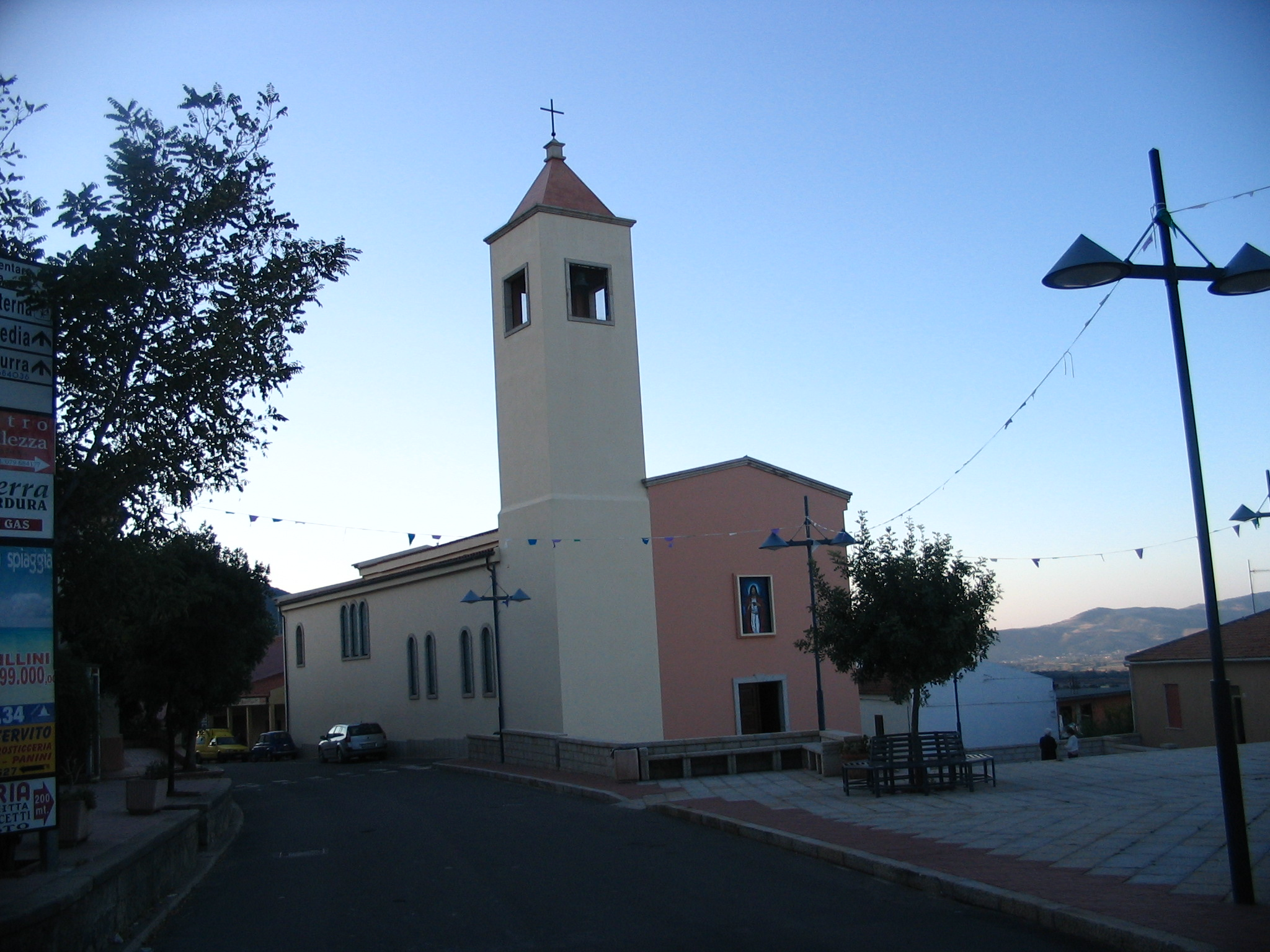

## Demografie
Badesi telt ongeveer 727 huishoudens. Het aantal inwoners steeg in de periode 1991-2001 met 0,1% volgens cijfers uit de tienjaarlijkse volkstellingen van ISTAT.
| Jaar | Inwoneraantal |
| ---- | ------------- |
| 1991 | 1860          |
| 2001 | 1862          |

## Geografie
De gemeente ligt op ongeveer 102 meter boven zeeniveau.
Badesi grenst aan de volgende gemeenten: Trinità d'Agultu e Vignola, Valledoria (SS), Viddalba (SS).
Aggius · Aglientu · Alà dei Sardi · Arzachena · Badesi · Berchidda · Bortigiadas · Buddusò · Budoni · Calangianus · Golfo Aranci · La Maddalena · Loiri Porto San Paolo · Luogosanto · Luras · Monti · Olbia · Oschiri · Padru · Palau · San Teodoro · Sant'Antonio di Gallura · Santa Teresa Gallura · Telti · Tempio Pausania · Trinità d'Agultu e Vignola
1. ↑  https://demo.istat.it/?l=it.